# Marlmount
Marlmount ist eine Siedlung im Parish Saint David im Süden von Grenada.

## Geographie
Die Siedlung liegt oberhalb der Galby Bay an einer Abzweigung der Verbindungsstraße zur Küste nach Südosten. Die nächsten Siedlungen sind Bellevue und Fairfield.